# Кастильоне-а-Казаурия
Кастильоне-а-Казаурия (итал. Castiglione a Casauria) — коммуна в Италии, располагается в регионе Абруццо, в провинции Пескара.
Население составляет 887 человек (2008 г.), плотность населения составляет 56 чел./км². Занимает площадь 16 км². Почтовый индекс — 65020. Телефонный код — 085.
Покровителем коммуны почитается священномученик Власий Севастийский, празднование 3 февраля.

## Администрация коммуны
- Официальный сайт: